# Cristiana Casarotto
Cristiana Casarotto (Zevio, 20 luglio 1993) è una calciatrice italiana, di ruolo difensore.

## Carriera
Cristiana Casarotto nel 2009 veste la maglia del Vicenza, società alla quale rimarrà legata per quattro stagioni, con la prima che la vede festeggiare con le compagne, grazie ai ripescaggi, la promozione in Serie A2.
Lasciato il Vicenza, durante l'estate 2013 trova un accordo con il neopromosso in Serie A Fimauto Valpolicella del presidente Claudio Fattori, che le dà la possibilità di giocare per la prima volta in carriera nel massimo livello del campionato italiano femminile di calcio. Qui rimane la sola stagione 2013-2014, con il percorso in campionato che si rivelerà particolarmente ostico anche a causa della riforma del campionato femminile che prevede sei retrocessioni per l'eliminazione della Serie A2. Le rossoblù cedono ai Play-out, perdendo per 2-0 lo spareggio con il Como 2000 e retrocedendo in Serie B.
Al termine della stagione decide di seguire presidente, direttore sportivo e l'allenatore Cristian Dori nell'avventura dell'Hellas Monteforte, società fondata appena l'anno prima e neopromossa dalla Serie D alla Serie C alla sua prima stagione. Dopo un solo anno la squadra fa un ulteriore salto di livello guadagnando la promozione in Serie B, e prima di iscriversi al campionato la società si fonde con il Pro San Bonifacio diventandone la sua sezione femminile. Casarotto continua ad essere inserita in rosa e al termine del campionato 2015-2016 contribuisce a raggiungere la seconda posizione del girone B a 8 punti dall'E.D.P L.F. Jesina. Le stagioni successive sono caratterizzate dal progressivo aumento della competitività della squadra che, al termine del campionato 2017-2018, grazie alla riforma del campionato vede Casarotto e compagne giocarsi l'opportunità di guadagnare l'accesso alla Serie A agli spareggi, tuttavia senza successo, accedendo comunque alla rinnovata Serie B nazionale a girone unico.
Per la stagione 2018-2019 passa al Cittadella, sorto dalla fusione tra Bassano e Pro San Bonifacio.

## Palmarès
- Campionato italiano di Serie C: 1

Pro Hellas Monteforte: 2014-2015